# Масленников, Владилен Андрианович
Владиле́н Андриа́нович Ма́сленников (2 марта 1932, Ленинград, СССР — 6 июня 1997, Екатеринбург, Россия) — советский и российский учёный, машиностроитель. Заведующий отраслевой научно-исследовательской лабораторией дробильно-размольного оборудования (ОНИЛ ДРО) Министерства тяжёлого машиностроения СССР (1976—1992). Председатель секции Научно-технического совета (НТС) Министерства тяжёлого машиностроения СССР по дробильно-размольному оборудованию (1985—1992). Доктор технических наук (1989), профессор (1996).
Руководитель работ по созданию широкой гаммы дробильного оборудования, массово применяемого на горно-обогатительных комбинатах в России и за рубежом.

## Биография
Родился 2 марта 1932 года в Ленинграде.
В 1955 году окончил Московский инженерно-строительный институт им. В. В. Куйбышева с присвоением квалификации «инженер-механик».
В 1955—1971 гг. — инженер-конструктор Отдела Главного конструктора горного машиностроения Уральского завода тяжёлого машиностроения (УЗТМ).
С 1971 года в Свердловском ордена Трудового Красного Знамени горном институте имени В. В. Вахрушева.
В 1971—1997 гг. — доцент кафедры горных машин и комплексов (ГМК).
В 1973—1976 гг. — декан горно-механического факультета.
В 1976—1992 гг. — заведующий отраслевой научно-исследовательской лабораторией дробильно-размольного оборудования (ОНИЛ ДРО) Министерства тяжёлого машиностроения СССР.
В 1985—1996 гг. — заведующий кафедрой горных машин и комплексов (ГМК).
В 1985—1992 гг. — председатель секции Научно-технического совета (НТС) Министерства тяжёлого машиностроения СССР по дробильно-размольному оборудованию.
Руководитель работ по созданию широкой гаммы дробильного оборудования, массово применяемого на горно-обогатительных комбинатах в России и за рубежом. Крупный специалист в сфере процессов дробления горных пород ударом и сжатием в многослойных укладках горными машинами.
Руководитель проектных работ по созданию дробильных машин КМД-900ТИ, КМД-1200Б, КМД-2200ТИ, мельницы самоизмельчения МАЯ-Р40.
Главный конструктор учебно-исследовательской системы автоматического проектирования (САПР) «Горные машины и их комплексы», разработчик алгоритма САПР «Конусная дробилка КМД».
Автор (вместе с соавторами) 12 авторских свидетельств, патентов США, ФРГ, Японии, Швеции, Франции. Автор 37 печатных работ.
Скончался 6 июня 1997 года в Екатеринбурге. Похоронен в колумбарии Сибирского кладбища Екатеринбурга.

## Семья
- Супруга: Ирина Эммануиловна Масленникова (урождённая Фогель) (1934—1993).
  - Сын: Андриан Владиленович Масленников (род. 1971).

## Награды и премии
- Почётный знак «За отличные успехи в области высшего образования СССР»

## Учёные степени и звания
- Кандидат технических наук (1967)
- Доктор технических наук (1989)
- Профессор (1996)